# 國立玉井高級工商職業學校
國立玉井高級工商職業學校（英語：National Yujing Senior Vocational School of Technology and Commerce），簡稱玉井工商，是臺灣臺南市玉井區的一所技術型高級中等學校。創立於1939年，最初為設有初中部之農業學校，九年國民教育實施後改制為高級部。

## 學校沿革
- 1939年3月，「庄立玉井實業講習所」創立，為二年制。
- 1941年4月，升格為三年制農業學校，改名為「公立玉井專修農業學校」。
- 1942年4月，復名為「玉井實業講習所」。
- 1944年3月，再改名為「玉井專修農業學校」。
- 1946年1月，日本結束在臺灣的統治，臺南縣政府成立並接收學校，改制為「臺南縣立玉井初級農業職業學校」。10月，設立初中部，附屬於新化初中，為「臺南縣立新化初級中學玉井分校」。
- 1948年10月，農職班級改隸新化初農，為臺南縣立新化初級農業學校玉井分校。
- 1950年8月，初農初中兩分校合併，初中停止招生。
- 1951年4月，恢復初中班級，為臺南縣立新化初級中學玉井分班。
- 1956年4月，地方人士倡議改設五年制農校，組織「改設五年制農校籌建委員會」，籌備期兩年。
- 1958年9月，開始招收五年一貫制新生。
- 1960年8月，增設高級部，升格為完全農校，改制為「臺南縣立玉井農業職業學校」。
- 1968年8月，九年國民義務教育實施，裁撤初級部，並因應省辦高中政策，改隸省政府，更名為「臺灣省立玉井高級中學」。
- 1981年8月，改制為「臺灣省立玉井高級工商職業學校」，設電子、電機、化工、商業經營共四科。
- 1984年8月，開辦進修補習學校。
- 2000年2月，因應精省，改隸教育部國教署，更名「國立玉井高級工商職業學校」。
- 2001年8月，設置綜合高中。
- 2014年5月1日，綜合實習大樓正式啟用。
- 2016年1月25日，與國立高雄師範大學建立合作推動自造教育策略聯盟。[1]
- 2016年8月，與崑山科技大學簽訂「105年度教育部補助扎根高中職資訊科學教育計畫申請書」。
- 2017年，試辦完全免試入學，國民中學畢業生無須會考成績，只採計超額比序即可入學。學習區為臺南市楠西、南化、左鎮、玉井、大內、山上，以及新市區南科實中、新市國中，錄取率為100%。[2][3]
- 2019年，綜合高中部退場，設立普通高中部、餐飲管理科、廣告設計科各一班。
- 2023年，設立食品加工科。

## 歷任校長

### 日治時期
| 任次   | 校長     | 任期時間              |
| ------ | -------- | --------------------- |
| 第一任 | 中川武夫 | 1939年2月－1944年3月  |
| 第二任 | 中島有   | 1944年4月－1945年11月 |

### 民國時期
| 任次     | 校長   | 任期時間              |
| -------- | ------ | --------------------- |
| 第一任   | 吳敬   | 1945年12月－1945年3月 |
| 第二任   | 胡清浪 | 1946年4月－1949年7月  |
| 第三任   | 李勃英 | 1949年7月－1973年7月  |
| 第四任   | 曾存道 | 1973年7月－1979年2月  |
| 第五任   | 師蔚霞 | 1979年2月－1979年8月  |
| 第六任   | 董洪浙 | 1979年8月－1983年8月  |
| 第七任   | 周金滿 | 1983年8月－1988年2月  |
| 第八任   | 白博文 | 1988年2月－1993年8月  |
| 第九任   | 周朝松 | 1993年8月－1996年8月  |
| 第十任   | 蔡平和 | 1996年8月－1998年8月  |
| 第十一任 | 黃元田 | 1998年8月－2002年8月  |
| 第十二任 | 嚴文聰 | 2002年8月－2006年8月  |
| 第十三任 | 王榮睦 | 2006年8月－2015年7月  |
| 第十四任 | 陳培德 | 2015年8月－2022年7月  |
| 第十五任 | 徐震魁 | 2022年8月－迄今       |

## 教學單位
- 職業類科
  - 電子科
  - 電機科
  - 化工科
  - 資料處理科
  - 廣告設計科
  - 餐飲管理科
- 實用技能學程
  - 餐飲技術科
  - 水電技術科
- 普通高中
- 綜合高中－108學年度起將停招綜合高中。

## 外部連結
- 國立玉井工商網站（页面存档备份，存于）
- FabLab-NKNU 高師大自造者基地（页面存档备份，存于）
- 國立玉井工商廣告設計科網站（页面存档备份，存于）